# Життєпридатність системи червоного карлика

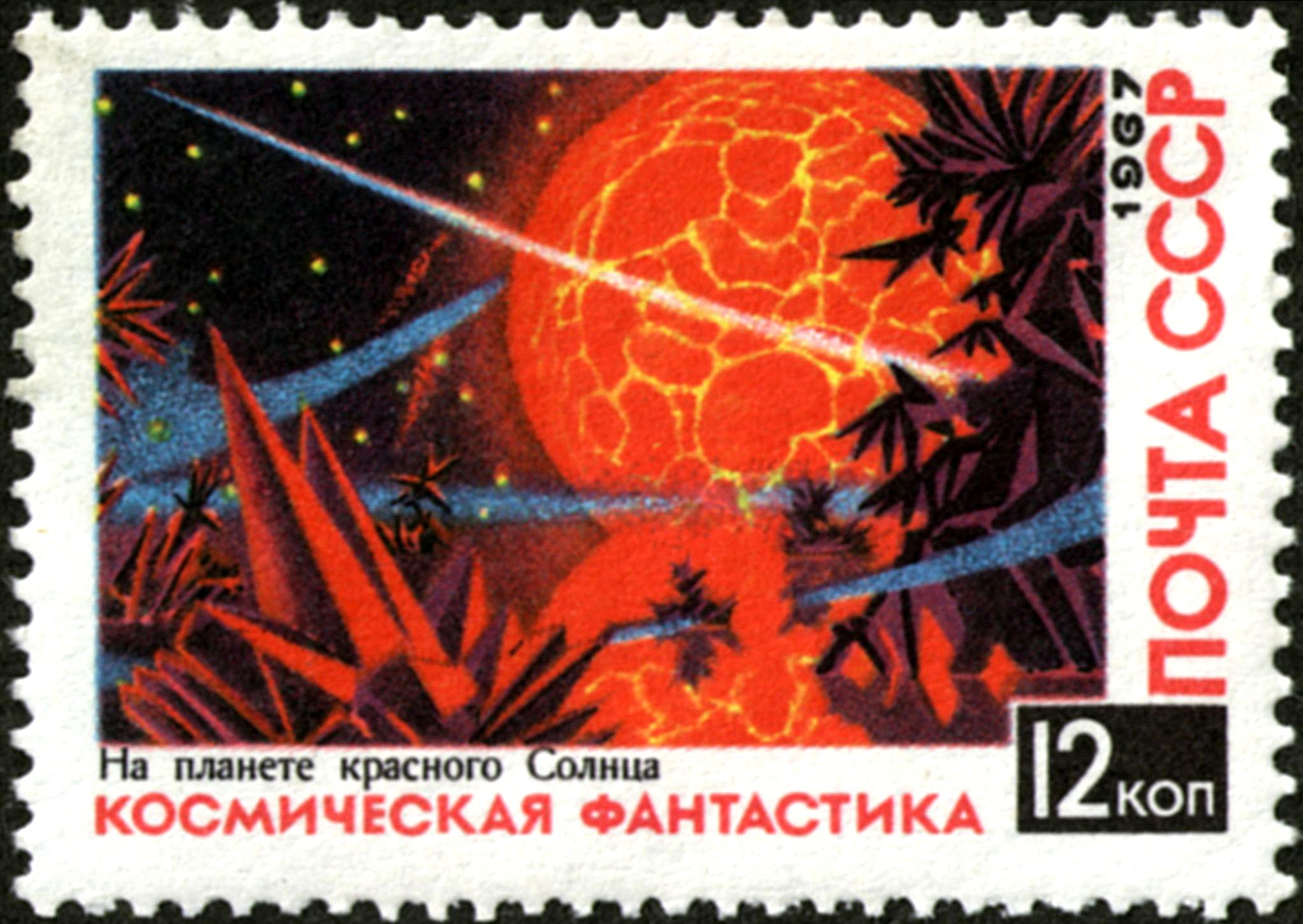
Неземне життя на планеті близько червоного карлика. Марка пошти СРСР, 1967 рік.

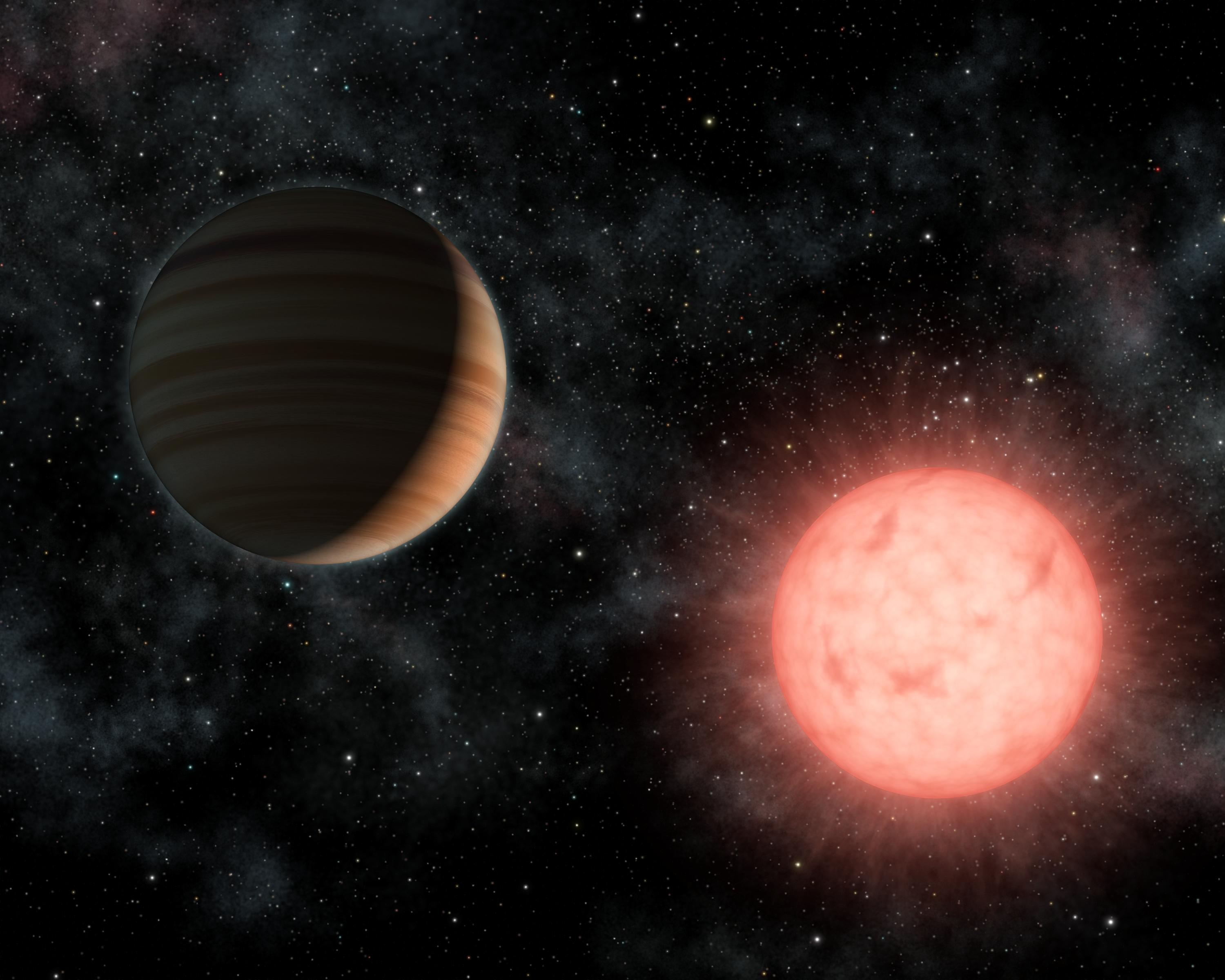
Планета, що обертається по орбіті навколо червоного карлика, в поданні художника

Визначення життєпридатності системи червоного карлика допомагає в пошуку позаземного життя, оскільки червоні карлики складають більшість зір Галактики. Тим часом як відносно мала кількість випромінюваної енергії, невеликий розмір і близькість до зорі зони, придатної для життя, а отже висока ймовірність потрапляння планети до припливного захоплення навіть у життєпридатній зоні, і висока мінливість зірки є значними перешкодами для виникнення й підтримки життя, утім поширеність і довговічність червоних карликів є сприятливими чинниками.
Виникнення і підтримання життя біля коричневих карликів, які, можливо, ще численніші, вважається малоймовірним, позаяк виділюване ними тепло дуже незначне й швидко розсіюється, а строк перебування їхніх планет у зоні, придатній для життя, є сильно обмеженим.

## Характеристики червоного карлика
Червоні карлики є найменшим, найхолоднішим й найоширенішим типом зір. Оцінка їхньої чисельності різниться в діапазоні від 70% до 90% від кількості всіх зір у Галактиці. Червоні карлики мають спектральний клас M або пізній K. З огляду на їхнє низьке випромінювання, жоден із червоних карликів непомітний із Землі неозброєним оком. Навіть найближчий до Сонця червоний карлик Проксима Центавра (з потрійної системи Альфа Центавра) і найближчий одиночний червоний карлик, зірка Барнарда, мають видиму зоряну величину 11,09 і 9,53 відповідно. При цьому неозброєним оком можна спостерігати зорі із зоряною величиною до 7,72.

## Дослідження
Хоча життя поза Землею поки не знайдено, багато дослідників висувають припущення, що в умовах, схожих на земні, життя буде розвиватися подібно земному відповідно до логіки конвергентної еволюції. Оскільки на Землі одноклітинні організми-фотосинтетики існують кілька мільярдів років і є прабатьками складніших багатоклітинних організмів, логічно очікувати, що на планеті, що перебуває в межах життєпридатної зони і має значні запаси води на поверхні, перебіг еволюції буде подібним до земного. Якщо ж умови на поверхні планети суттєво відрізняються від земних, то існування життя на такій планеті може бути ускладнене або ж зовсім неможливе. Гіпотетичні варіанти розвитку організмів розглядають в рамках альтернативної біохімії. Зона життєпридатності для життя на основі іншої, ніж на Землі, біохімії може відрізнятися від такої для життя земного типу. Прикладом може бути Титан, найбільший супутник Сатурна, на якому теоретично можливе існування життя. Планети, на яких можливе землеподібне життя, матимуть тверду поверхню (на відміну від газових планет), рідку воду (див: Позаземна вода) і досить щільну атмосферу, аби запобігти випаровуванню води і «видуванню» її сонячним вітром у космос.

### Випромінювання світла і припливні сили

Відносні розміри зірки і температури її фотосфери. Для досягнення типових для Землі температур планети мають бути розташовані близько до червоного карлика

Протягом багатьох років астрономи виключали системи червоних карликів зі списку потенційних місць, у яких можливе існування життя. Невеликі розміри червоного карлика (0,1–0,6 M☉) означають, що ядерні реакції в них відбуваються дуже повільно і вони випромінюють мало світла (0,01–3% сонячного світла). Для того, щоб досягти температур, як на поверхні Землі, орбіта планети біля червоного карлика має бути розташована дуже близько до зорі. Наприклад, для AX Мікроскопа орбіта має бути 0,3 а.о. (всередині орбіти Меркурія), а для Проксими Центавра орбіта буде усього лише 0,032 а.о. (рік на планеті триватиме усього 6,3 земного дня).
Планети, що досить близькі до червоних карликів і отримують необхідну кількість тепла для перебування води в рідкому стані, імовірно, будуть захоплені припливними силами своїх зір так, що планета робитиме рівно один оберт навколо своєї осі на оберт навколо свого сонця-червоного карлика (через те, що співвідношення маси і світності червоного карлика щодо Сонця дуже різні). Це означає, що один бік планети завжди буде оберненим до зорі, тоді як на іншому боці пануватиме вічна ніч. Схожу ситуацію можна спостерігати в системі Земля — Місяць, Місяць обернений до Землі завжди одним боком. Життя на такій планеті може обмежуватися кільцем термінатору.
Якщо ж планета-гігант на низькій орбіті (існування таких планет було підтверджено астрономами в останні роки) має досить масивний супутник, спроможній утримувати власну атмосферу, то він може бути захоплений припливними силами планети, а не зорі, і швидше за все матиме цикл зміни дня і ночі, тим самим підвищуючи шанси на життєпридатність супутника. Припливні сили між цими двома тілами будуть також підтримувати центри планети і її супутника в рідкому стані, тим самим виробляючи достатньо сильні магнітні поля, щоб захистити планету і її супутник від спалахів батьківської зорі.
Планета, захоплена припливними силами, потребує досить товстої атмосфери, щоб передавати частину тепла з освітленої сторони на нічну. Це перешкоджало б падінню температури атмосфери нічного боку нижче точки роси і зниження атмосферного тиску, яке своєю чергою може спричинити переміщення повітряних мас на нічну частину, поки вся атмосфера не замерзне на нічній стороні. Тривалий час передбачалося, що така щільна атмосфера перешкоджала б фотосинтезу рослин на денній стороні. Однак пізніші дослідження припускають інше. 2010 року було проведено дослідження, згідно з якими подібні до Землі планети, обернені до зорі одним боком, матимуть температуру на нічній стороні вище -33 °C. Дослідження Роберта Геберлі і Маноя Джоші з дослідницького центру Еймса (НАСА) в Каліфорнії, показали, що атмосфера планети (припускаючи, що вона містить гази CO2 і H2O) може становити усього 100 мілібарів або 10% від атмосфери Землі, аби тепло успішно переносилося до нічної сторони. Це знаходиться в межах, необхідних для фотосинтезу рослин на денній стороні, хоча деякі з їхніх моделей передбачають воду в замерзлому стані на темній стороні. Мартін Гіт з коледжу в Ґрінвічі показав, що морська вода також може ефективно циркулювати без замерзання в разі, якщо океанічні басейни є досить глибокими задля забезпечення безперешкодної течії під крижаною шапкою нічного боку. Геотермальне тепло також може допомогти зберегти глибокі шари океану в рідкому стані. Подальші дослідження, зокрема, вивчення кількості активної радіації, припустили, що планети, захоплені приливними силами червоного карлика, щонайменше можуть бути придатними для життя вищих рослин.
Дослідження 2019 року показало, що УФ-випромінювання не знижує життєпридатність екзопланет у системах червоних карликів: згідно з розрахунками, рівень УФ-випромінювання для планет у зоні, придатній для життя, навіть менший того, що Земля отримувала на початку архею (4,0–3,9 млрд років тому), коли на ній вже зародилося життя.

### Фотосинтез

Це спектри поглинання хлорофілу a хлорофілу b. Спільне використання обох форм збільшує спектр поглинання енергії світла.

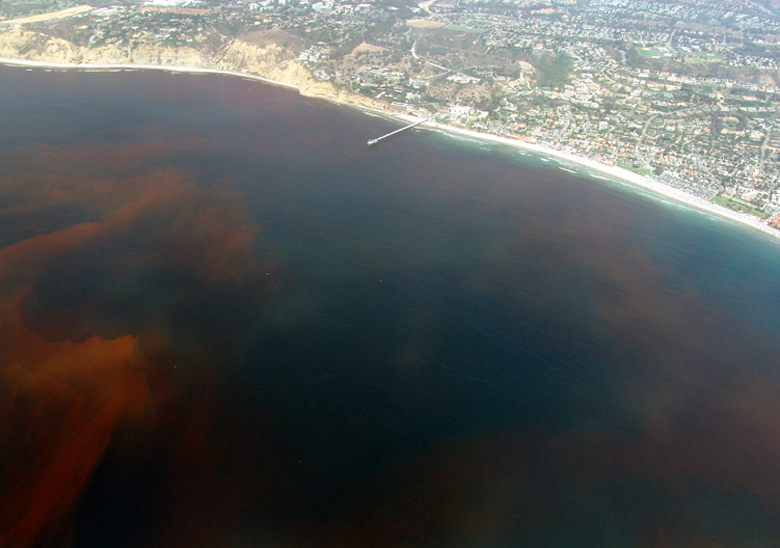
«Червоний приплив» біля узбережжя Ла-Хойя (Сан-Дієго, Каліфорнія).Деякі види фітопланктону, такі як дінофлагелляти, містять фотосинтетичні пігменти, колір яких варіюється від зеленого до коричневого і червоного.

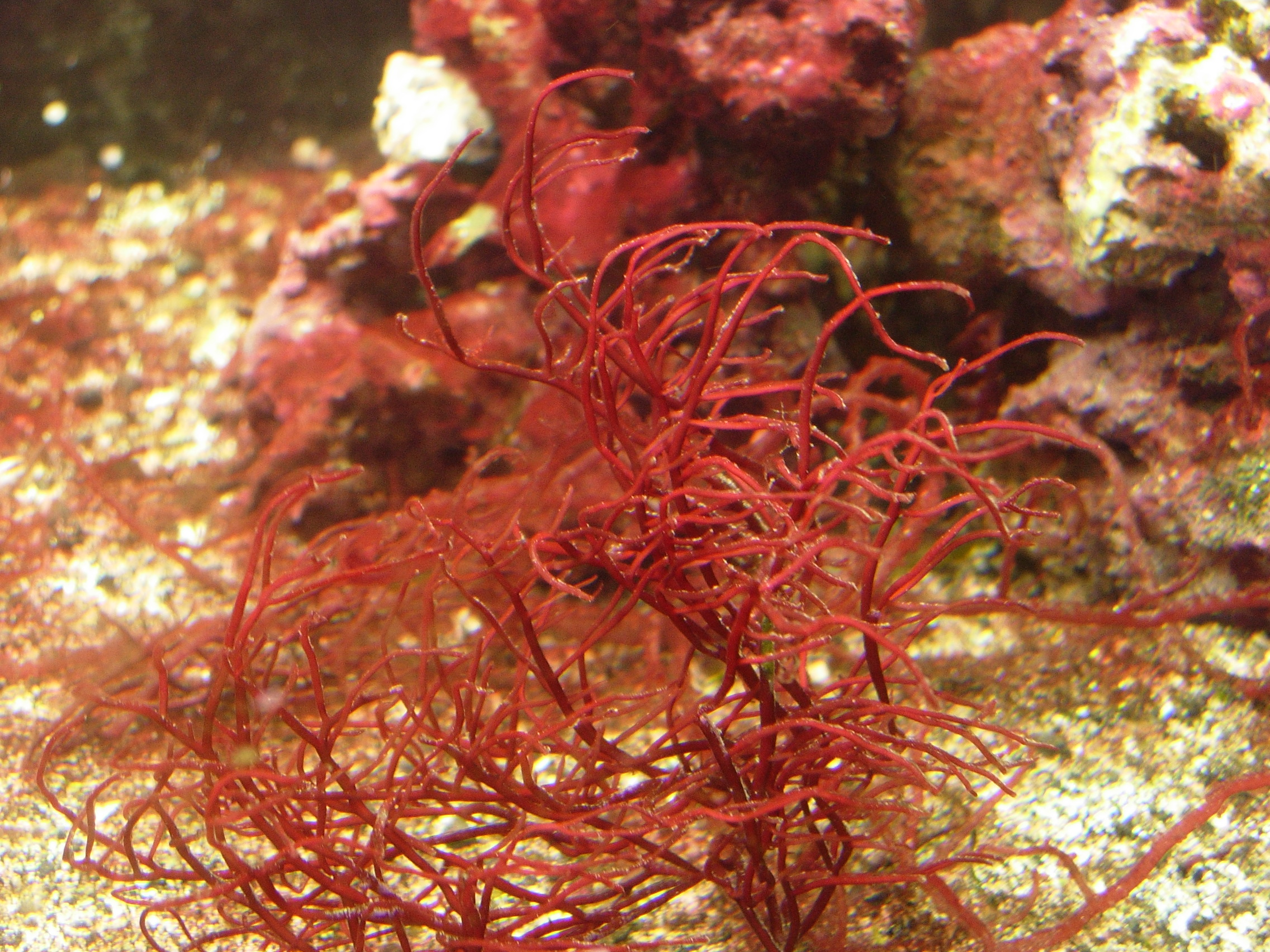
Червоні водорості класу Rodophyceae-Gracilaria

На Землі хлорофіл присутній в усіх фотосинтезувальних організмах — вищих рослинах, водоростях, синьо-зелених водоростях (ціанобактеріях), фотоавтотрофних найпростіших (протистах) та бактеріях. Існує кілька хлорофілів, які використовують світло різного спектру. У вищих рослин це, як правило, хлорофіл а і б. Хоча максимум безперервного спектру сонячного випромінювання розташований у «зеленій» області 550 нм (де знаходиться й максимум чутливості людського ока), в цих рослинах поглинається хлорофілом переважно синє, частково — червоне світло з сонячного спектру (чим й обумовлюється зелений колір відбитого світла).
Рослини можуть використовувати і світло з тими довжинами хвиль, які слабо поглинаються хлорофілом. Енергію фотонів при цьому вловлюють інші фотосинтетичні пігменти, які потім передають енергію хлорофілу. Цим пояснюється різноманітність забарвлення рослин (і інших фотосинтезувальних організмів) і її залежність від спектрального складу падного світла. В умовах поганої освітленості рослини підвищують співвідношення хлорофіл b/хлорофіл a, синтезуючи більше молекул першого, ніж другого, і, таким чином, збільшують продуктивність фотосинтезу. Оскільки для фотосинтезу хлорофілу a і b необхідні фотони в діапазоні від 400 до 700 нм, то жовте світло червоного карлика, перебуваючи в діапазоні близько 600 нм, є цілком придатним для фотосинтезу. На Землі висока інтенсивність освітлення не завжди сприяє нормальному розвитку рослин. При нестачі води в ґрунті і вологи в повітрі рослинам легше існувати в затінених місцях, аніж на відкритому сонці. Тіньовитривалі і тіньолюбиві рослини (сциофіти) здатні поглинати світло з крайньої червоної зони спектра (з довжиною хвилі 730 нм). Однак менша освітленість означає, що рослинам доступна менша кількість енергії. Подібно до того, як у сонячному і сухому оточенні обмежувальним чинником у зростанні і виживанні рослин є нестача вологи, — у тінистому середовищі обмежувальним чинником зазвичай є недолік сонячного світла. Зовнішній вигляд тіньовитривалих рослин відрізняється від світлолюбних. Тіньовитривалі рослини зазвичай мають ширше, тонше і м'якіше листя, щоб вловлювати розсіяніше сонячне світло. За формою вони, як правило, плоскі і гладкі. Тоді як у геліофітів часто зустрічається складчастість, грудкуватість листя. Притаманним є поземне розташування листя (у геліофітів навпаки листя нерідко розташоване під кутом до світла) і листова мозаїка (мозаїчне розташування листя сприяє кращому уловлюванні розсіяного світла). Лісові трави зазвичай витягнуті, високі, мають подовжене стебло. Клітини мезофілу рівномірно розподілені, з великими міжклітинниками (проміжками). Хлоропласти — великі і темні. Зосередження хлорофілу в одному хлоропласті може бути в 5–10 разів більше, ніж у геліофітів. У порівнянні з геліофітами, у сциофіти тилакоїди в гранах розташовані купчастіше. Листок містить близько 4–6 мг (іноді навіть 7–8 мг) хлорофілу на 1 г, вміст хлорофілу в затіненні збільшується «в інтересах фотосинтезу», але спрямований не стільки на посилення власне фотосинтезу, скільки на збільшення поглинання світла листком. Серед багатоклітинних водоростей хорошим прикладом пристосування до затемнення є червоні водорості. Хоча основним пігментом хлоропластів є хлорофіл, у червоних водоростях в значній кількості є каротиноїди і фікобіліни у фікобілісомах. Завдяки такому набору пігментів червоні водорості можуть поглинати світло майже всієї видимої частини спектру. Як правило, у солоноводних червоних водоростях хлорофіл маскується фікобілінами (червоного і синього кольору) і каротиноїдами (помаранчево-жовті).
Одним з найтіньовитриваліших організмів, що виділяють кисень, є недавно виявлений штам ціанобактерій leptolyngbya JSC-1, котрий здатен виживати в гарячих джерелах, використовуючи темно-червоне світло ближнього ІЧ діапазону (від 700 до 800 нм). Вчені виявили, що цей організм використовує незвичайний генетичний механізм за допомогою якого він, потрапивши до затемнених умов, повністю перебудовує свої фотосинтетичні органели.
Навіть тьмяніші холодні зірки власне придатні для існування фотосинтетиків: передбачається, що в природному середовищі фотосинтезувальні бактерії можуть використовувати не лише світло Сонця, а й інші джерела світла, а тому можуть існувати в місцях, що не зазнають сонячного опромінення..
Організми, які виробляють кисень, здатні використовувати як ІЧ випромінювання, так і довшого спектра. 2005 року Томас Бітті з університету Британської Колумбії і Роберт Блейкеншіп з університету Аризони в глибоководних пробах, узятих в околицях глибоководного термального джерела біля узбережжя Коста-Рики, виявили сіркобактерію GSB1, схожу з сіркобактеріями родів Chlorobium і Prosthecochloris, що містить бактеріохлорофіл. Вони припустили, що ймовірність контамінації зразка невелика і, отже, GSB1 використовує для фотосинтезу не сонячне світло (яке не проникає крізь 2,4-кілометрову товщу моря), а тьмяне довгохвильове (~750 нм) світло, що випускається гідротермальними джерелами. Фотосинтез на таких планетах, безсумнівно, буде ускладнений тим фактом, що червоний карлик виробляє більшу частину свого випромінювання в інфрачервоному діапазоні, а на Землі процес залежить від видимого світла. Однак хлорофіли d і недавно відкритий f, які присутні у деяких ціанобактеріях, здатні використовувати світло в близько-ІЧ діапазоні або навіть власне ІЧ світло. Фотосинтез на планеті червоного карлика вимагав би додаткових фотонів для досягнення потенціалів збудження, порівнянних з тими, що необхідні для передачі електронів при фотосинтезі на Землі. Це пов'язано з низьким середнім рівнем енергії фотонів короткохвильової частини (ближнього) ІЧ діапазону в порівнянні з фотонами видимого світла. Після адаптації до ширшого спектру для отримання щонайбільшої кількості енергії (можливо за рахунок використання хлорофілів подібних d і f) листя на життєпридатній планеті навколо червоного карлика, можливо, буде незвичайної барви, мабуть навіть чорної, якщо розглядати його у видимому світлі.
При визначенні планети червоного карлика як потенційно придатної для життя, розмір і яскравість зірки не є єдиними чинниками. Якщо планета знаходиться в припливному захопленні, то на денній стороні, внаслідок того, що місцеве сонце не сходить і не заходить, райони в тіні гір залишатимуться в тіні завжди.
Дослідження 2021 року експериментально показало, що ціанобактерії, які вміють синтезувати хлорофіл d і хлорофіл f, здатні рости в умовах, що імітують спектр випромінювання червоного карлика.

### Планетарні погодні умови

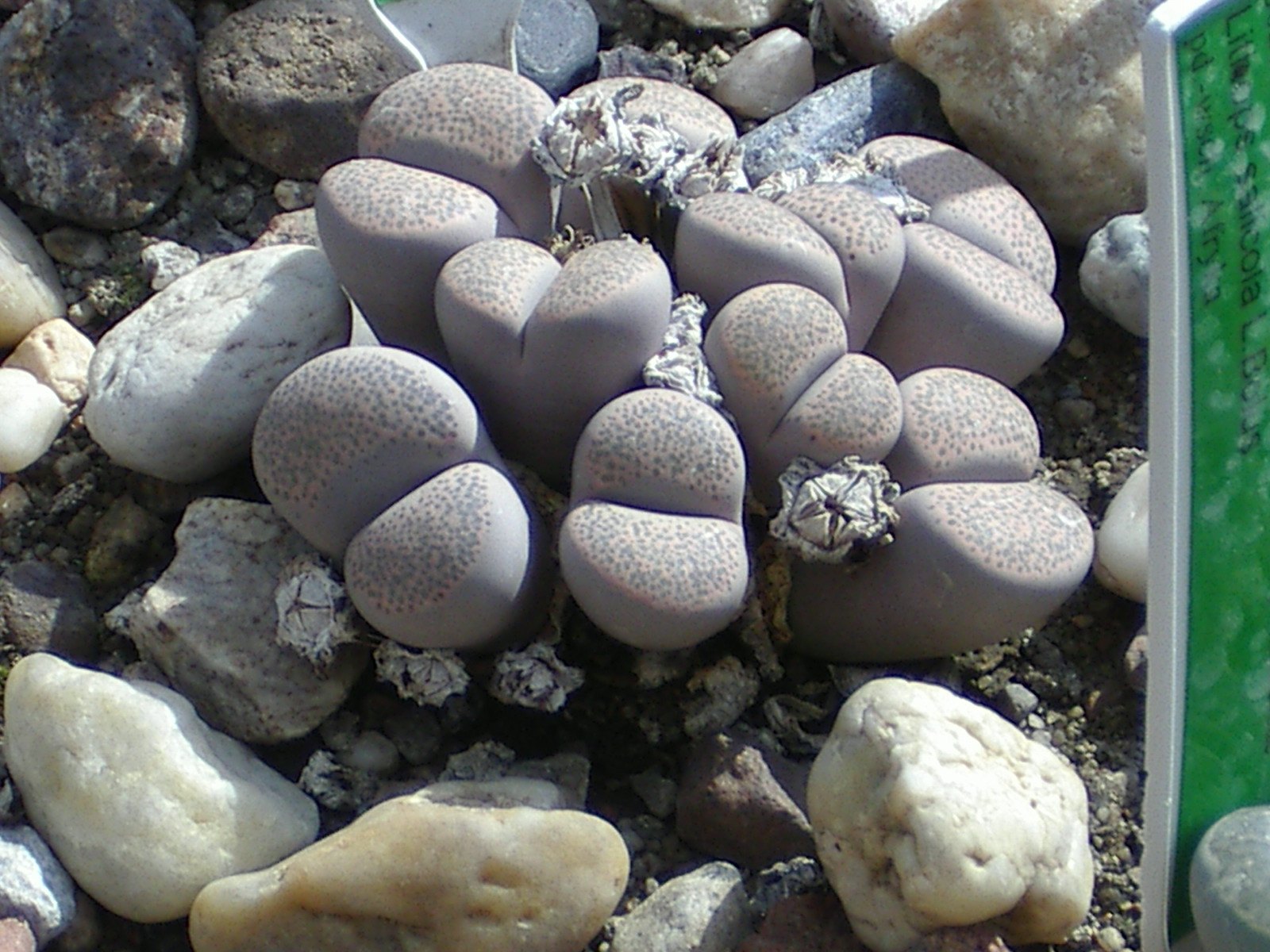
Lithops localis. Наукова назва походить від грец. litos — камінь, opsis — подібний; побутова назва — живі камінці. Виростаючи в пустелі, літопсу доводиться миритися з відсутністю вологи. У цих рослин дуже довге коріння, здатне йти за водою далеко углибінь ґрунту, а за посухи літопси можуть взагалі зариватися.

У зв'язку з різницею нагріву, на захопленій приливними силами планеті будуть сильні вітри в напрямку нічної сторони з постійними зливами. Все це робить життя на планеті малоймовірним. Але вчені, що працювали над документальним фільмом «Аурелія і Блакитний Місяць», мають іншу думку. Рослини могли б пристосуватися до сильних вітрів, наприклад, закріплюючись надійно в ґрунті і відрощуючи довгі гнучкі пагони, які не ламаються під сильним вітром (у фантастичному оповіданні Роберта Шеклі «Піднімається вітер» ліани на планеті Карелл, де постійно дмуть ураганні вітри, по міцності перевершують сталеві троси). Як і на Землі, вітер також може пошкоджувати рослини через дефляцію піском та іншими твердими частинками. Через одночасне ушкодження великого числа клітин на поверхні, рослина втрачає багато вологи, що особливо важливо під час посушливого сезону. Рослини, проте, здатні частково пристосовуватися до абразії шляхом збільшення зростання коренів і пригнічення росту верхніх частин.
У тьмяному червоному світлі сонця-червоного карлика рослини, ймовірно, будуть менш продуктивними, тому слід очікувати менше кисню в атмосфері планети, отже тварини будуть обмежені в розмірах. Тварини, швидше за все, будуть покладатися на інфрачервоний зір (інфрачервоним зором володіють, наприклад, мешканці планети Дис в повісті Андре Нортона «Ніч масок»), оскільки передача сигналів за допомогою звуку або запаху буде утрудненою через шум шторму, що постійно вируватиме на планеті. Підводне життя, однак, буде захищене від вітрів і спалахів на місцевому сонці, тому великі маси чорного планктону і водоростей можуть підтримувати морське життя.

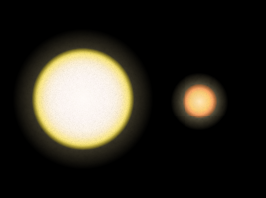
Сонце і Gliese 581

Схема, що ілюструє синхронне обертання супутника. При синхронному обертанні (ліворуч) супутник постійно звернений до планети, навколо якої обертається, однією і тією ж стороною. Праворуч — приклад несинхронного обертання

Ще однією проблемою на планетах у системах червоних карликів може бути накопичення води у вигляді льодовиків на нічній стороні планети і википання або випарювання океанів на денній. Чинником може бути ландшафт неосвітленої частини планети. Товщина льодового покриву в Арктиці і Антарктиді різниться в сотні разів, тому що крига у вигляді льодовиків рухається набагато повільніше, ніж у вигляді айсбергів і льодових полів. Тому цілком можливо, що акваторія океанів на освітленій частині планети може коливатися в залежності від розташування материків на планеті. Звичайно, це може і не створити серйозних труднощів для океанів, й обмерзання нічної сторони може досягти межі, обмеженої гравітаційним сповзанням льодовиків до денної сторони планети, — особливо, якщо кількість води на планеті більше, ніж на Землі, — тобто планета покрита досить масивним шаром води, щоб дозволити одночасно існувати океану і багатокілометровому льодовику, що вкриває півпланети. Однак для життєпридатності така планета не повинна бути надмірно «мокрою», бо якщо це планета-океан, де усі корисні копалини поховані під сотнями кілометрами донного льоду, то не зможе забезпечувати планктон необхідними для життя мікроелементами (тобто фосфором), і тому така планета буде здебільшого океаном-пустелею. Життя на планеті такого типу, якщо воно існує, напевно, буде забезпечене лише сировиною, що потраплятиме в атмосферу з метеоритами. Можливо, у системі, де відсутні масивні планети на кшталт Юпітера, які поглинають більшу частину метеоритів й астероїдів, маса космічної речовини, що втраплятиме на планету, буде значно більшою, ніж на Землі, і це, можливо, дозволить існувати планктону, який, можливо, використовуватиме екзотичніші мікроелементи задля утворення молекул ДНК (наприклад, миш'як) або інших геномних молекул, а з часом можуть з'явитися і тварини, які харчуються планктоном. Утім кількість метеоритів в зоряній системі є обмеженою, й з часом інтенсивність метеоритного дощу зменшиться, що, можливо, приведе до вимирання організмів на планеті. Також поява планет зі значною кількістю води поблизу зірки малоймовірна на думку деяких вчених, так як температура на такій орбіті є занадто високою для цього. Тобто планета повинна виникнути на вищій орбіті і потім наблизитися до зірки, якщо на ній імовірне існування океанів. Якщо ж води на планеті набагато менше, ніж на Землі, то цілком можливо повне википання океанів на денній частині планети й існування рідкої води лише в нічний частини планети, де неможливий фотосинтез. Екстремальним прикладом такого явища (з числа відомих астрономам планет) є суперземля CoRoT-7 b. Тим часом як освітлена сторона є вируючим океаном магми, що знаходиться в безперервній конвекції, неосвітлена сторона, ймовірно, знаходиться на скоринці застиглої лави і, можливо, вкрита величезним шаром звичайного водяного льоду. Хоча, звісно, CoRoT-7 b обертається навколо набагато яскравішої зірки, аніж червоний карлик, і тому на прохолоднішій планеті освітлена частина, напевно, не буде розплавлена, і можливо буде населена екстремофілами.
Альтернативно цьому сценарію на планеті з досить високою температурою нічна сторона може бути розігріта потужними вітрами з денної сторони (подібно Венері), тим самим не дозволяючи утворюватися льодовикам або розплавлюючи їх на значній відстані від термінатора і утворюючи на неосвітленій стороні величезні болота, з яких можуть спливати потужні річки на зразок Амазонки, які будуть впадати в порівняно невеликі водойми (на зразок Аральського моря), вода з яких википатиме. В таких умовах життя може існувати в річкових долинах й у самих річках, і тварини будуть використовувати неосвітлену сторону термінатора для розмноження подібно до земних тварин з інстинктом сезонної міграції.
За таких умов кількість кисню, виробленого фотосинтетиками, буде невисокою, що може призвести до накопичення в атмосфері діоксиду вуглецю і розігріву планети до рівня, коли всі льодовики на нічній стороні розтануть, що своєю чергою призведе на денній стороні до циклічного відновлення океанів, присутність яких, відповідно до сучасних уявлень, необхідна для функціонування механізму тектоніки плит. Якщо ж циклічність відновлення океанів недостатньо висока, то вулканізм планети може розвиватися за сценарієм, тотожнім венеріанському, де поверхня планети не маючи механізму поступового позбавлення від надлишків тепла, що накопичуються в її внутрішніх шарах протягом тривалого часу, циклічно проходить через період потужної вулканічної діяльності, яка на Венері 300–500 млн років тому призвела до повного оновлення кори планети або до перекриття її верхніх шарів надійшлим мантійним матеріалом. На Землі процес перенесення тепла від ядра до поверхні уможливлюється за допомогою тектоніки плит, яка в значній мірі залежить від наявності води в зонах субдукції. Процес переплавлення поверхні планети не тільки перетворить планету в автоклав, тим самим стерилізуючи поверхню, але й може призвести до безповоротної втрати води, яка в газоподібному вигляді буде схильна до дисипації.

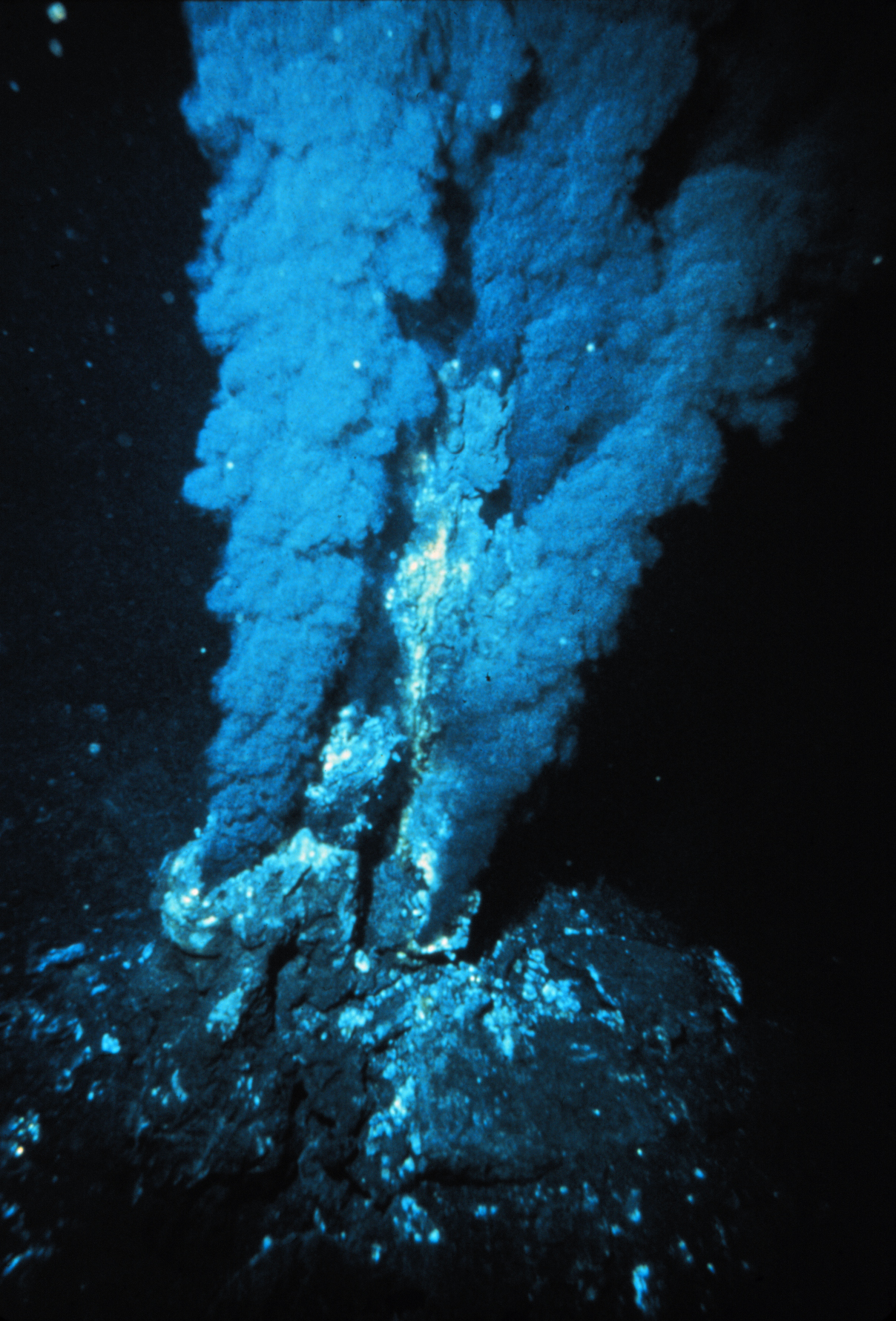
Чорний курець, різновид геотермальних джерел

Звичайно, періоди підвищеного вулканізму мали місце і на Землі, приводячи до масового вимирання організмів, що дозволяє думати, що за винятком вкрай несприятливих для життя змін клімату, можливий варіант виживання найбільш життєздатних організмів, хоча б у вигляді мікроорганізмів-екстремофілів. Однак ж підвищений вулканізм на Венері, на думку багатьох вчених, також пов'язаний з її масою, недостатність якої призводить до відсутності тектоніки плит, що на планеті, яка знаходиться на орбіті тьмяною зірки та до того ж вкрита льодовиковим покривом, може мати важливе значення для виживання організмів, оскільки на планетах таких зірок не виключається наявність хемосинтезу. Деякі вчені вважають, що подібні умови свого часу існували й на Землі, і що Земля була повністю вкрита льодом в частині кріогенійського й едіакарського періодів неопротерозойської ери. Цю гіпотезу було створено, аби пояснити відкладення льодовикових опадів у тропічних широтах під час кріогенію (850–630 млн років тому) і, можливо, за інших геологічних діб. Грандіозне заледеніння мало придушити рослинне життя на Землі й, отже, призвести до значного зниження концентрації або навіть повного зникнення кисню, що дозволило утворитися неокисленим багатим залізом породам. Скептики стверджують, що таке заледеніння мало би привести до повного зникнення життя, чого не сталося. Прихильники гіпотези відповідають їм, що життя могло вижити, так як оази анаеробного й аноксифільного життя, що живилися енергією глибоководних гідротерм, виживали в глибині океанів і кори. Оскільки Венера покрита сотнями тисяч діяльних вулканів, то кількість підводних біосистем на планеті такого типу може бути аналогічно рівню біомаси на поверхні Землі.

### Мінливість
Червоні карлики набагато мінливіші й непередбачуваніші, ніж їхні сталіші великі відповідники. Часто вони бувають окриті плямами, які можуть зменшувати випромінюване світло на 40% протягом кількох місяців. Однак на Землі життя пристосувалася різними способами до схожих знижень температури під час зими. Тварини можуть вижити, перебуваючи в зимовій сплячці і/або занурюючись у глибокі води, де температура має бути постійнішою. Серйозніша проблема полягає в тому, що океани, можливо, замерзають за холодних періодів. При настанні зими альбедо планети (яку оповиють сніг із кригою) збільшиться, відсвічуючи більше сонячної енергії та запускаючи позитивний зворотний зв'язок — холод заподіє ще більші холоди. Це може привести до умов, тотожнім часам «Землі-сніжки», і льодовикова доба планети може тривати мільйони років.
В інших випадках, червоні карлики випромінюють гігантські спалахи, внаслідок яких зірка може подвоїти свою яскравість протягом декількох хвилин. У міру того, як дедалі більше червоних карликів досліджувалося на змінність, більшість із них було класифіковано як спалахуючі зірки. Такі зміни в яскравості можуть бути дуже згубні для життя. Такі спалахи також можуть «здути» значну частину атмосфери планети. Проте якщо планета має міцне магнітне поле, то це дозволило б відхилити частки від атмосфери. Й навіть повільних обертань припливно захоплених планет (один поворот за віссю за час витка навколо зірки) буде досить, аби витворювати магнітне поле увесь час, поки на зверненій до сонця-червоного карлика стороні планети поверхня залишатиметься розплавленою.
Однак період, під час котрого відбуваються інтенсивні спалахи, триває приблизно перші 1,2 мільярда років існування червоного карлика. Якщо планета утворюється далеко від червоного карлика, що дозволяє їй уникнути захоплення припливними силами, а потім кочує до зони життєпридатності зірки після закінчення «буяння» початкового періоду, то цілком можливо, що у життя може бути шанс розвинутися.
Життя спочатку може захистити себе від радіації, залишаючись під водою доти, поки зірка не пройде свій ранній період з потужними спалахами, якщо припустити, що планета може зберегти достатню для творення рідкого океану атмосферу. Вчені, які «створили» «Аурелію», вважають, що життя може вижити і на суші, не дивлячись на спалахи на місцевому сонці-червоному карлику. Як відомо по Землі, життя на суші виникло значно пізніше ніж життя в океані — лише близько 500 млн років тому, тож імовірність того, що нестабільність червоного карлика зробить негативний вплив на розвиток сухопутних організмів, є невисокою. Як тільки життя досягне суші, низька кількість ультрафіолету, виробленого вже спокійним червоним карликом, означатиме, що життя може процвітати без озонового шару, й, отже, не повинне виробляти кисень.
Інші вчені не згодні, що червоні карлики можуть підтримувати життя (див. гіпотезу виняткової Землі). Захоплення припливними силами швидше за все призведе до відносно низького планетарного магнітного моменту. Бурхливий червоний карлик, який випускає корональні викиди маси, вигнув би магнітосферу планети, поки вона не досягла б атмосфери. Як наслідок атмосфера зазнала б сильної ерозії, можливо, зробивши планету непридатною для життя.

Взаємодія атмосфери Венери із сонячним вітром

Однак в залежності від масивності планети істотна ерозія атмосфери може зайняти десятки мільярдів років. Прикладом планети без досить сильного магнітного поля, але з товстою і щільною атмосферою є Венера. Незважаючи на високу температуру поверхні Венера має атмосферу, що складається з діоксиду вуглецю. Молекули цього газу дуже важкі, аби бути винесеними з гравітаційного поля планети. Також чинником є іоносфера, створювана іонізацією атмосфери ультрафіолетовим випромінюванням Сонця; внаслідок взаємодії з іоносферою Венери сонячного вітру і магнітного поля Сонця створюється наведене магнітне поле, яке є таким собі рівновартником магнітного поля Землі, що зводить ерозію венеріанської атмосфери до мінімуму. Звісно, на Венері велику частину води усе ж було порівняно швидко, протягом декількох мільйонів років після переходу Венери в її нинішній стан (протягом декількох сот мільйонів років після утворення планети), загублено внаслідок ерозії, що пояснюється знаходженням планети поза зоною життєпридатності й існуванням надсильного «парникового ефекту», що призвело до випаровування води з поверхні планети. В умовах коли температура планети значно нижча, ніж на Венері, що може призвести до обмерзання нічної частини планети, втрата водяної пари може бути набагато менш чутливою. Якщо ж тяжіння планети могутніше, ніж у Венери, то ці втрати можуть бути ще менш значними.

### Поширеність
Є, проте, одна головна перевага червоних карликів в порівнянні з іншими зірками: вони існують дуже довго. Минуло 4,5 мільярда років, перш ніж людство з’явилося на Землі, і для життя склалися сприятливі умови всього за півмільярда років до цього. Червоні карлики, навпаки, можуть жити трильйони років, бо в їхніх надрах ядерні реакції протікають набагато повільніше, ніж у великих зірок, а це означає, що життя матиме більше часу, щоб розвинутися й вижити. Окрім того, незважаючи на те, що ймовірність знаходження планети в зоні, придатній для життя, навколо будь-якого певного червоного карлика невідома, загальний обсяг населеної зони навколо всіх червоних карликів дорівнює загальному обсягу життєпридатної зони навколо сонцеподібних зірок, враховуючи їхню розповсюдженість. Перша надземля з масою в 3–4 рази більшою за Землю була виявлена у потенційно життєпридатній зоні своєї зірки Ґлізе 581, яка є червоним карликом. Хоча вона захоплена припливними силами, цілком можливо, що на термінаторі може існувати рідка вода. Вчені вважають, що вік планети близько 7 мільярдів років, і вона має досить велику масу, щоб утримувати атмосферу.
Наприкінці 2011 року оброблення результатів отриманих на спектрографі HARPS дозволило зробити висновки про частоту появи землеподібних екзопланет у червоних карликів в «зоні рідкої води». Виявилося, що у середньому у 41+54
−13% червоних карликів очікується наявність в зоні, придатної для життя, землеподібних планет з масою 1–10 М⊕. Унаслідок широкої поширеності червоних карликів, в Чумацькому Шляху їх налічується близько 160 мільярдів, кількість таких планет в нашій галактиці оцінюється в кілька десятків мільярдів. У близькості Сонця, на відстані ближче 10 пк (~32,6 св.р.), передбачається наявність близько ста надземель, з розташуванням в зоні рідкої води.
2017 року з'явилося повідомлення про виявлення на орбіті червоного карлика TRAPPIST-1 трьох планет які перебувають у зоні, придатній для життя.

## Живі планети коло червоних карликів у фантастиці
- У науково-фантастичному романі «Творець зірок» Олафа Стейплдона одна з багатьох інопланетних цивілізацій в нашій галактиці, яку він описує, мешкає в смузі термінатора планети, захопленої приливними силами червоного карлика. Ця планета населена інтелектуальними рослинами, які виглядають як морква з руками, ногами і головою та які сплять частину часу в ґрунті на своїх земельних ділянках, поглинаючи світло шляхом фотосинтезу, а прокинувшись, вилазять зі своїх ділянок і беруть участь в усіх складних видах діяльності сучасної промислової цивілізації. Олаф Стейплдон також описує як розвивалося життя цією планетою.
- Дія роману Вернора Вінжа «Глибина у небі» відбувається на планеті, що обертається навколо червоного карлика, що періодично змінює свою яскравість. Таким чином періодично з падінням яскравості червоного карлика уся планета промерзає з впаданням усього живого в зимову сплячку, а при збільшенні яскравості наступають «весна» і «літо».
- У романі Айзека Азімова «Немезида» розповідається про зародження розумного життя на Ерітро — супутнику коричневого карлика Меґаса, який, своєю чергою, обертається навколо червоного карлика Немезиди.
- У романі Гола Клемента «Вогняний цикл» дія відбувається на планеті червоного карлика, який і сам обертається за ексцентричною орбітою навколо гарячішої блакитної зірки. Коли червоний карлик далеко від головного складника системи, умови на планеті є подібними до земних, тільки-но рік становить трохи менше місяця. Під час зближення зірок життя на планеті заміщається високотемпературною формою, що використовує замість зору ультразвукову ехолокацію. Незважаючи на різницю у фізіології і метаболізмі, обидві форми життя є носіями «спор» іншого різновиду.
- Розповідь «Sad Kapteyn» в жанрі наукової фантастики, написаний англомовним письменником-фантастом Аластером Рейнолдсом, є цілком присвячена екзопланеті Каптейн b. Основною ціллю творів є підтримка й ілюстрація ключових елементів звіту про відкриття екзопланети. Історія описує прибуття до системи червоного карлика VZ Живописця міжзоряного робота-дослідника. Приступивши до дослідження екзопланети b робот виявляє, що колись її населяла цивілізація, яка набагато перевершувала земну за рівнем розвитку. Робот зауважує, що екзопланета поцяткована ударними кратерами, розміром із земні материки. Відсутня атмосфера. Ймовірно сталася катастрофа планетного масштабу і мешканці були змушені покинути систему зірки Каптейна.